# Város-kút (Budapest)
A Város-kút technikatörténeti emlék, a Buda várát a 15–16., majd a 18–19. században ivóvízzel ellátó vízvezetékrendszer legfontosabb forrása, és a fölé épült kútházak együttese. Napjainkban két felszíni építmény látható a helyszínen: a forrásfoglalat fölé emelt, gótikus stílusú forrásház (vagy felső kútház), valamint a korabeli gyűjtőmedence fölé a 18. században épített alsó kútház rekonstrukciója. Ma Budapest XII. kerületében, a Svábhegy és Istenhegy városrészek között húzódó Béla király út elején, a Devecseri Gábor parkban található.

## Története
A forrás vizét feltehetően már az őskor embere is használta, a közeli ásatások során ugyanis kovakő és csonteszközök kerültek elő. A római korban létesült akvaduktokat követően a mai magyar főváros területén a 15. században, I. Mátyás király idejében építettek először vízvezetéket. E célból három forrást foglaltak be a Buda-közeli hegyekben: az időközben elpusztult, az Orbán-hegy keleti oldalában felszínre bukkanó Sváb-kutat, a Hajnalos-hegy északkeleti oldalában található Béla király kútját, valamint a ma Város-kút néven ismert forrást. E gravitációs vízműrendszert feltehetően az itáliai Chimenti Camicia irányítása alatt építették ki. Vizét a légvonalban 3,4 kilométerre, közel 200 méterrel alacsonyabban fekvő Várhegyre, a mai Szentháromság téren lévő csorgóba és az azt körülvevő medencébe vezették el. A közlekedőedények elvén kialakított vezetékből a mai Szentháromság téren álló csorgóban bukkant fel és az azt körülvevő medencében gyűlt össze a forrás vize. A vízvezeték pontos nyomvonala nem ismert, csak egyes szakaszai kerültek elő az ásatások során.

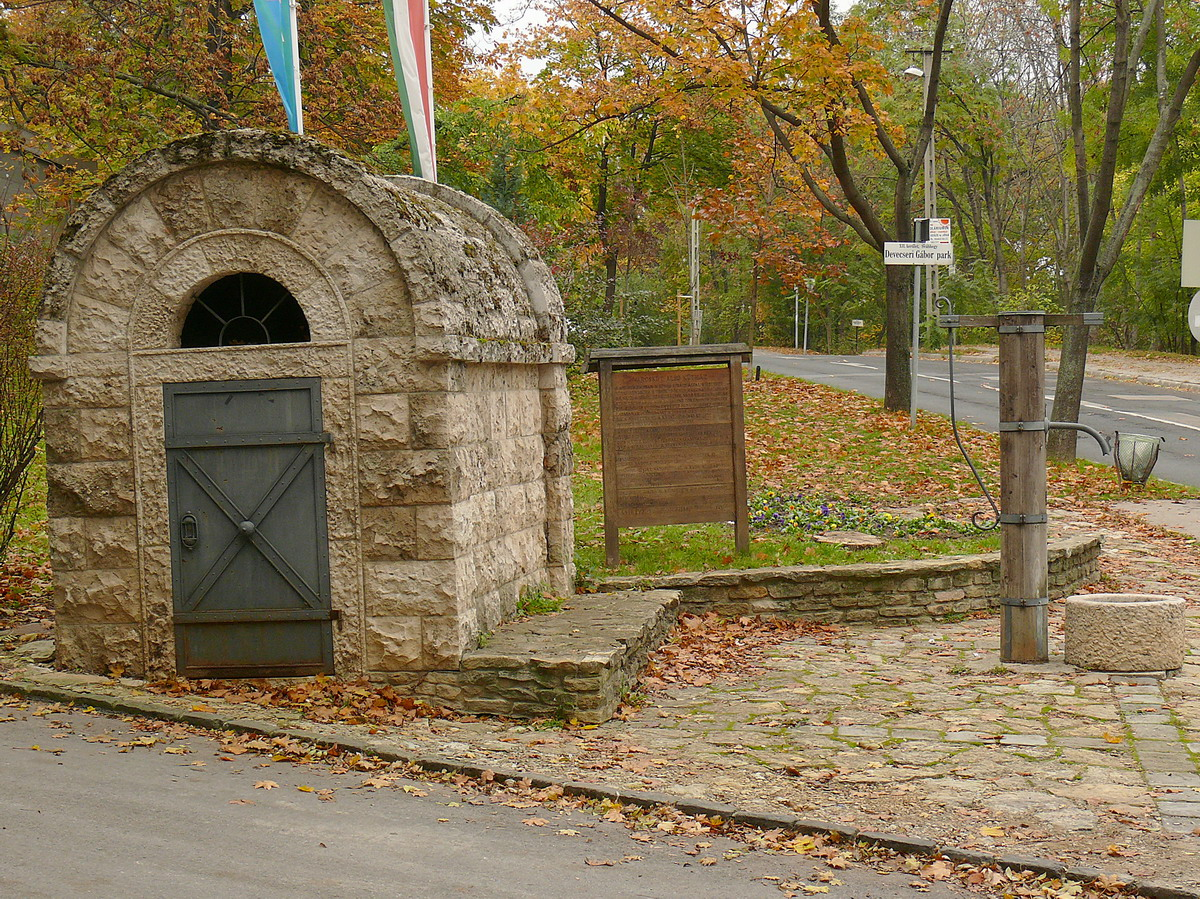
A Város-kút alsó kútháza, jobbra az oszlopos kúttal

A török hódoltság alatt a Város-kút használhatatlanná vált, a vezetékek állapota nem tette lehetővé, hogy a helyenként bemosódó talajjal egyébként is szennyezett víz eljusson a budai várig. A 17. század végén Eberhardt von Everling törzsorvos fedezte fel újból a forrásfoglalatot, és kezdeményezte újbóli üzembe állítását. A vezetéket végül Kerschensteiner Konrád jezsuita szerzetes irányításával újították fel 1718-ban, s az újonnan lefektetett 1304 méternyi fenyőfa, illetve 2676 méternyi ólomcső vezette el a vizet a várba. A munkálatok során a forrásfoglalat közelében fedezték fel a középkorban kialakított, föld alatti vízgyűjtő medencét, amely fölé egy kútházat emeltek (alsó kútház). Everling tiszteletére a forrást 1718-ban Doktor-kútnak, illetve Orvos-kútnak nevezték el.

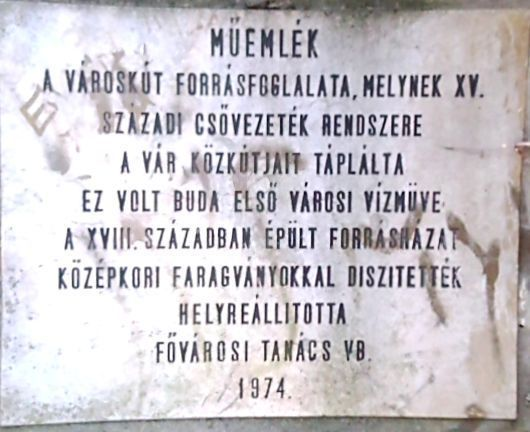
Műemléki tábla az oldalán

Neve 1847-ben Nádor-kút lett, az abban az évben elhunyt József Antal főherceg, Magyarország nádora tiszteletére, aki közvetlenül innen hordatta az ivóvizet. 1849-ben, a szabadságharc második évében, Buda várának ostromakor Görgey Artúr átvágatta a Nádor-kút vezetékeit, így vágva el a várat védő császáriakat az ivóvíztől. A vízvezeték-rendszer végül 1882-ig működött, ezt követően szerepét átvette az 1881–1882-ben kialakított újlaki vízmű. A forrás ma ismert neve a 19. század végén honosodott meg, miután a fogaskerekű vasút közelben kiépített, Városkút nevű megállóját 1890-ben átadták a forgalomnak. A második világháború során mindkét kútház jelentős károkat szenvedett, de 1974-re felújították a forrásházat, 1998-ban pedig rekonstruálták az alsó kútház 18. századi épületét is.

## A helyszín
Az Isten-hegy nyugati lankáin, 355 méteres tengerszint feletti magasságban felbukkanó forrásvíz természetes levezető árka az északkeletnek futó egykori Diós-árok volt, amelynek egy része ma aszfaltozott út. Napjainkban a forrás vízhozama 24 liter/perc.
A felső kútház a forrásfoglalat fölé épült, középkori eredetű, gótikus stílusú épület rekonstrukciója. Eredetileg a közelben talált gótikus kőfaragványokkal díszítették, ezek – Garády Sándor 1930-as években végzett ásatásai alapján – egy a közelben állt korábbi kolostor épületéből származhattak. Innen a föld alatt 12 méter hosszú, csúcsíves dongaboltozatos – szintén középkori eredetű – folyosó vezet délnyugati irányban a forrás által kimosott, teremszerű kiöblösödésig. Egy másik föld alatti járat vezet északi irányba, a mintegy 25 méterre lévő gyűjtőmedencéhez, amely felett az alsó kútház épült fel. Ez utóbbi a 18. században emelt épület rekonstrukciója, előtte oszlopos kút található, amely napjainkban vezetékről táplált ivóvizet ad.